# Liste der Bischöfe von Portalegre
Die folgenden Personen waren Bischöfe von Portalegre (Portugal):
- Julião de Alva (1549–1560) (auch Bischof von Miranda)
- André de Noronha (1560–1581) (auch Bischof von Plasencia)
- Amador Arrais (de Mondoza) OCarm (1581–1596)
- Diogo Correia (1598–1614)
- Rodrigo da Cunha (1615–1618) (auch Bischof von Porto)
- Lopo de Sequeira Pereira (1619–1632) (auch Bischof von Guarda)
- Joanne Mendes de Távora (1632–1638) (auch Bischof von Coimbra)
- Richard Russell (1671–1685) (auch Bischof von Viseu)
- João de Mascarenhas (1686–1692) (auch Bischof von Guarda)
- António de Saldanha (1693–1706) (auch Bischof von Guarda)
- Domingos Barata (1707–1709)
- Álvaro Pires de Castro Noronha (1711–1737)
- Manuel Lopes Simões (1742–1748)
- João de Azevedo (1748–1765)
- Jerónimo Rogado de Carvalhal e Silva (1766–1772)
- Pedro de Melo e Brito da Silveira e Alvim (1772–1777)
- Manuel Tavares Coutinho e Silva (1778–1798)
- José Valério da Cruz (1798–1826)
- José Francisco da Soledade Bravo (1831–1833)
- Guilherme Henriques de Carvalho (1846–1857) (Apostolischer Administrator)
- José Maria da Silva Ferrão de Carvalho Martens (1883–1884)
- Manuel Bernardo de Sousa Ennes (1885–1887)
- Gaudêncio José Pereira (1888–1908)
- António Moutinho (1909–1915)
- Manuel Mendes da Conceição Santos (1915–1920)
- Domingos Maria Frutuoso OP (1920–1949)
- António Ferreira Gomes (1949–1952) (auch Bischof von Porto)
- Agostinho Joaquim Lopes de Moura CSSp (1952–1978)
- Augusto César Alves Ferreira da Silva CM (1978–2004)
- José Francisco Sanches Alves (2004–2008)
- Antonino Eugénio Fernandes Dias (seit 2008)